# Diplommatina lateralis
Diplommatina lateralis é uma espécie de gastrópode  da família Diplommatinidae.
É endémica de Japão.